# Урманчино
Урма́нчино (рос. Урманчино) — присілок у складі Салаватського району Башкортостану, Росія. Входить до складу Лаклинської сільської ради.
Населення — 405 осіб (2010; 511 в 2002).
Національний склад:
- башкири — 96 %